# Станко, Владимир Никифорович
Владимир Никифорович Станко (19 февраля 1937, Терновка — 16 февраля 2008, Одеса) — советский и украинский историк, этнолог, археолог. Доктор исторических наук (1983), профессор (1990), декан исторического факультета Одесского национального университета имени И. И. Мечникова (1994—2003).

## Биография
Родился 19 февраля 1937 г. в селе Терновка Николаевской области (сейчас входит в состав города Николаев) в болгарской семье.
После завершения обучения в Терновской средней школе и отказа медицинской комиссии в приёме в Николаевский судостроительный институт В. Н. Станко год работал электриком на Николаевской электростанции.
В 1955 г. поступил на историко-филологический факультет Ростовского государственного университета. С 3-го курса продолжил обучение на историческом факультете ОГУ им. И. И. Мечникова (ныне — Одесский национальный университет имени И. И. Мечникова). Именно здесь под влиянием М. Ф. Болтенко и М. С. Синицына Владимир Никифорович начал заниматься античной историей и археологией, а в палеолитической экспедиции под влиянием профессора П. И. Борисковського он окончательно определил свои научные интересы — первобытная археология и история.
После окончания Одесского университета в 1960г. В. Н. Станко работал научным сотрудником, а затем — заместителем директора Одесского государственного археологического музея.
В 1965 году он поступил в аспирантуру Института археологии АН УССР, которую досрочно закончил в 1967 г., защитив кандидатскую диссертацию по теме «Мезолит Северо-Западного Причерноморья» под руководством члена-корреспондента АН УССР С. М. Бибикова.
В 1968 году вернулся в Одессу и работал старшим преподавателем, доцентом кафедры истории древнего мира и средних веков исторического факультета ОГУ. Он преподавал общий курс истории первобытного общества, основы археологии и основы этнографии, а также читал спецкурсы и проводил спецсеминары по первобытной истории и археологии.
В 1968 — 1976 гг. В. Н. Станко проводил раскопки мезолитического поселения с. Мирное (Килийский район Одесской обл.). Накопленные материалы дали основания для оригинальных реконструкций палеоэкологии, палеоэкономики и палеосоциологии населения степной Украины эпохи мезолита и стали основой для докторской диссертации «Мирное. Проблема мезолита степей Северного Причерноморья», которую он успешно защитил в 1983 г.
С 1976 года В. Н. Станко вновь работал в Институте археологии АН УСРС, где создал и непрерывно возглавлял (до 1989 г.) Отдел археологии Северо-Западного Причерноморья в Одессе.
В 1987 году Владимир Никифорович возобновил чтение лекций на историческом факультете Одесского университета, где ему в 1989 г. было присвоено звание профессора. В 1993 г. на историческом факультете им была создана кафедра археологии и этнологии Украины, которую он и возглавил. При кафедре была организована научная лаборатория, где студенты знакомились с материалами археологических экспедиций. В следующем, 1994 г. В. Н. Станко был избран деканом исторического факультета ОНУ имени И. И. Мечникова. На этой должности он проработал до 2003 г.
В 2005 году он переехал из Одессы в Николаев, где продолжал заниматься преподавательской деятельностью в Николаевском педагогическом университете им. В. А. Сухомлинского, а также в Николаевском отделении Киево-Могилянской академии.
Умер В. Н. Станко 16 февраля 2008 г. в Одессе. На месте начатых им раскопок поселения Анетовка-II в 2009 году установлен памятный знак в его честь.

## Научная деятельность
В. Н. Станко опубликовал около 150 печатных работ, включая несколько монографий. По результатам этих исследований им был сделан также ряд докладов на научных конференциях на Украине, в России, Молдавии, Болгарии, Великобритании, Франции, Германии. Так же при его участии было организовано проведение многих международных исторических, археологических и этнологических научных конференций. Он был научным руководителем международного проекта в рамках программы INTAS.
В 1978 году В. Н. Станко организовал и возглавил археологические раскопки в долине реки Бакшалы, в результате которых удалось открыть стоянки каменного века в с. Анетовка Доманевского района Николаевской области. Были проведены раскопки интересного и важного верхнепалеолитического поселения Анетовка 2, а материалы, полученные в результате этих работ, изданы в 1989 г. в монографии «Позднепалеолитическое поселение Анетовка 2».
В. Н. Станко вёл активную издательскую деятельность. С 1989 г. он был постоянным членом редколлегии республиканского журнала «Археология», членом Всеукраинского Провода и членом Президиума областного филиала общества охраны памятников истории и культуры, председателем украинского отделения Русского археологического общества. Так же В. Н. Станко входил в состав диссертационного совета по защите докторских диссертаций при Институте археологии НАН Украины. С 1996 по 2004 гг. он возглавлял созданный по его инициативе Специализированный учёный совет по защите кандидатских диссертаций при историческом факультете ОГУ имени И. И. Мечникова.

## Награды и признание
Был награждён медалью «Ветеран труда» (1987), Почётной грамотой Министерства образования Украины (2000), Орденом Паисия Хилендарский первой степени (Болгария, 2004).
В. Н. Станко — Лауреат Государственной премии Украины в области науки и техники 2002 г.

## Труды
- Мезолитическая стоянка Гиржево в Одесской области / В. Н. Станко // Сов. Археология. — 1966. — № 2;
- Некоторые вопросы позднего мезолита Северо-Западного Причерноморья / В. Н. Станко // Зап. Одес. Археол. О-ва. — 1967. — Вып. 2 (35);
- Мезолит Днестро-Дунайского междуречья / В. Н. Станко // Материалы по археологии Северного Причерноморья. — 1971. — Т. 7;
- Локальные культуры в мезолите Северного Причерноморья / В. Н. Станко // Материалы и исследования по археологии СССР. — 1972. — № 185;
- Основные особенности и хронология памятников мезолита степей Северного Причерноморья / В. Н. Станко // Крат. Сообщения Ин-та археологии АН СССР. — 1977. — Вып. 149;
- Ранний мезолит степей Северного Причерноморья / В. Н. Станко // Первобытная археология. Поиски и находки. — Киев, 1970;
- Мирное. Проблема мезолита степей Северного Причерноморья / В. Н. Станко. — Киев, 1982;
- К проблеме западных связей мезолита степного Причерноморья / В. Н. Станко // Новые материалы по археологии Северо-Западного Причерноморья. — Киев, 1985;
- Витоки цивілізації / В. Н. Станко // Пам’ятки України. — 1985. — № 2;
- Хронология и периодизация позднего палеолита и мезолита Северного Причерноморья / В. Н. Станко, Ю. С. Свеженцев // Бюллетень Комиссии по изучению четвертичного периода. — 1988. — № 57;
- Позднепалеолетическое поселение Анетовка 2 / В. Н. Станко, Г. В. Григорьева, Т. Н. Швайко. — Киев, 1989;
- Изучение системы кровного родства у болгар южной Украины / В. Н. Станко // Дриновские чтения. — Харьков, 1991;
- Культурно-исторический процесс в мезолите Северо-Западного Причерноморья / В. Н. Станко // Северо-Западное Причерноморье: контактная зона древних культур. — Киев, 1991;
- Деякі особливості структури поселень пізнього палеоліту / В. Н. Станко // Археологія Південного Заходу України. — Київ, 1992;
- Палеэкологическая ситуация в мезолите Северного Причерноморья / В. Н. Станко // Studia praehistorica. — 1992. — Vol. 11/12;
- Финальный палеолит и мезолит горного Крыма / В. Н. Станко, С. Н. Бибиков, В. Ю. Коен. — Одесса, 1994;
- Культ бизона (быка) в древних обществах Юго-Восточной Европы / В. Н. Станко // Древности. Труды РАО. — 1995. — Т. 19;
- Етнографското изучаване на българите от Южна Украйна в Одеския ун-т: методика и направление на изследованията / В. Н. Станко, А. В. Шабашов // Българска етнология. — София, 1996. — Год. ХХІІ, кн. 2;
- Давня історія України / В. Н. Станко. — Київ, 1997. — Т. 1
- Охотники на бизонов в позднем палеолите краины / В. Н. Станко // Археологический альманах. — Донецк, 1997. — № 5;
- Історія первісного суспільства / В. Н. Станко, М. І. Гладких, С. П. Сегеда. — Київ : Либідь, 1999;
- Bison Hunters in the Late Palaeolithic of the Ukraine / W. N. Stanko // La Bison. — Toulouse, 1999;
- Первые скотоводы Восточной Европы / В. Н. Станко // Археологія та етнологія Східної Європи. — Одеса, 2000;
- First Cattle-Breeders of the Azov-Pontic Steppes / W. N. Stanko // Prehistoric Steppe Adaptation and the Horse. — Cambridge, 2003;